# Liste antiker Ortsnamen und geographischer Bezeichnungen/Ox
| Lateinischer Name | Griechischer Name      | Beschreibung                                     | Heute                                                                                          | Quellen und Verweise | Lage |
| ----------------- | ---------------------- | ------------------------------------------------ | ---------------------------------------------------------------------------------------------- | -------------------- | ---- |
| Oxeiae            |                        |                                                  |                                                                                                | Smith;               |      |
| Oxia Palus        |                        |                                                  |                                                                                                | Smith;               |      |
| Oxiana            |                        |                                                  |                                                                                                |                      |      |
| Oxii Montes       |                        |                                                  |                                                                                                | Smith;               |      |
| Oxines            |                        |                                                  |                                                                                                | Smith;               |      |
| Oxingis           |                        |                                                  |                                                                                                | Smith;               |      |
| Oxthracae         |                        |                                                  |                                                                                                | Smith;               |      |
| Oxus              |                        |                                                  |                                                                                                | Smith;               |      |
| Oxybii            |                        |                                                  |                                                                                                | Smith;               |      |
| Oxydracae         |                        |                                                  |                                                                                                | Smith;               |      |
| Oxydrancae        |                        |                                                  |                                                                                                | Smith;               |      |
| Oxymagis          |                        |                                                  |                                                                                                | Smith;               |      |
| Oxyneia           |                        |                                                  |                                                                                                | Smith;               |      |
| Oxyrynchus        | Ὀξύρυγχος (Oxyrynchos) | Stadt in Ägypten, bedeutender Fundort von Papyri | Al Bahnasa, 160 km südwestlich von Kairo und rund 11 km nordwestlich von Bani Masar in Ägypten | Smith;               |      |